# BUMP OF CHICKEN WILLPOLIS 2014
『BUMP OF CHICKEN WILLPOLIS 2014』（バンプ・オブ・チキン ウィルポリス にせんじゅうよん）は、2015年2月4日にDVDとBlu-rayでリリースされた、BUMP OF CHICKENのドキュメンタリー作品である。

## 概要
BUMP OF CHICKENが2014年4月から開催したツアー『WILLPOLIS 2014』のドキュメンタリー作品である。この作品のリリースに先駆けて映画『BUMP OF CHICKEN "WILLPOLIS 2014" 劇場版』が同年12月5日より公開された。

この作品は、ツアーに密着したドキュメンタリー作品と、各地のライブ映像で構成される。また、ツアーファイナルの東京ドーム公演で演奏された『ゼロ』のライブ映像、東京ドーム公演での『Smile』演奏時にスクリーンで流された蜷川実花と東信による映像が収録されるほか、初回限定盤にツアー『WILLPOLIS 2014』のオープニングアニメーションの完全版が収録される。ブックレットが通常盤と初回限定盤のどちらにも付属するが、通常盤は28ページであるのに対し、初回限定盤は56ページと倍のページ数となる。なお、本作を予約すると、予約した店舗に応じて全5種類の缶バッジも特典として付属する。
また、東京ドーム公演で演奏された曲で「歩く幽霊」「ダイヤモンド」「メーデー」「DANNY」の映像はカットされている。

## 収録曲
1. Stage of the ground
2. firefly
3. 虹を待つ人
4. サザンクロス
5. (please) forgive
6. Smile
7. 宇宙飛行士への手紙
8. 銀河鉄道
9. ray (feat. HATSUNE MIKU) 
ライブ映像がYouTubeで公開されている。
10. white note
この曲のみ、東京ドーム公演以外の映像となっており、おそらくマリンメッセ福岡公演・インテックス大阪6号館公演の模様であると思われる。
11. トーチ
12. 天体観測
13. ガラスのブルース
14. You were here

この他、ライブオープニング映像として「WILL」が、ドキュメンタリーパートにて「BUMP OF CHICKEN Live in Taiwan 2014」時に披露された「K」、「ランプ」が途中まで収録されている。

### 初回限定盤CD
1. Stage of the ground
2. 虹を待つ人
3. サザンクロス
4. Smile
5. 銀河鉄道
6. ray feat. HATSUNE MIKU
7. white note
8. 天体観測
9. You were here